# 長谷川隆代
長谷川 隆代（はせがわ たかよ、1959年（昭和34年）10月15日 - ）は、日本の実業家。SWCC株式会社 代表取締役会長・グループCEO。新潟県出身。

## 来歴
1984年3月、新潟大学大学院応用化学科（修士）修了。同年4月、昭和電線電纜（現・昭和電線ホールディングス）入社。1996年5月、東京大学にて博士（工学）を取得。
2010年4月、昭和電線ケーブルシステム常務取締役技術開発センター長兼昭和電線ホールディングス執行役員技術企画室長。2013年6月、昭和電線ホールディングス取締役技術企画室長。2017年4月、同社取締役に就く。
2018年6月26日、代表取締役社長に就任。同社では初の女性トップとなる。
2025年4月1日、代表取締役会長・取締役会議長に就任。